# Gia tộc Battenberg
Gia tộc Battenberg (tiếng Đức: Haus Battenberg; tiếng Anh: Battenberg family) là một nhánh của Nhà Hessen-Darmstadt, cai trị Đại Công quốc Hessen cho đến năm 1918. Thành viên đầu tiên là Julia Hauke, người có anh rể là Đại Công tước Ludwig III của Hessen đã phong bà làm Nữ bá tước của Battenberg vào năm 1851, với kính ngữ Illustrious Highness (H.l.H.) lúc bà kết hôn với em trai của Đại công tước là Đại Công tử Alexander của Hessen và Rhein. Tước vị đề cập đến thị trấn Battenberg ở Hessen. Năm 1858, tước hiệu của nữ bá tước được nâng lên thành Nữ thân vương của Battenberg, với kính ngữ là Serene Highness (H.S.H.).
Tên Battenberg được sử dụng lần cuối bởi Thân vương tử Franz Joseph của Battenberg, con trai út của Nữ thân vương của Battenberg, người đã chết không con vào năm 1924. Năm 1917, hầu hết các thành viên trong gia đình đã cư trú tại Đế quốc Anh và đã từ bỏ tước vị Hessen của họ, do tình cảm chống Đức đang gia tăng của người Anh trong Chiến tranh thế giới thứ nhất. Vào thời điểm đó, họ đã đổi họ thành Mountbatten, tên Battenberg trong tiếng Anh. Tuy nhiên, các con của Vương hậu Victoria Eugenie của Tây Ban Nha, mang họ Borbón y Battenberg cho đến khi qua đời.
Hậu duệ của Gia tộc Battenberg được tạo ra từ một cuộc hôn nhân quý tiện kết hôn, nên không được mang tước vị hoàng gia và thừa kế ngai vàng của Nhà Hessen ở Đức, tuy nhiên, trong suốt lịch sử của mình, họ đã hôn phối với Vương thất Anh, Hoàng gia Hy Lạp, Hoàng gia Tây Ban Nha và cũng từng có một nhân vật của gia tộc này được bầu lên ngai vàng của Thân vương quốc Bulgaria.

## Phù hiệu

Phù hiệu của Vương hậu Louise của Thụy Điển
Phù hiệu của Thân vương Louis, Hầu tước thứ nhất xứ Milford Haven
Phù hiệu của Thân vương Heinrich xứ Battenberg
Phù hiệu của các Thân vươn Alexander, Leopold và Maurice xứ Battenberg (trước 1917)
Phù hiệu của Victoria Eugenie của Battenberg (trước 1906)
Phù hiệu của Victoria Eugenie của Battenberg (1906)
Phù hiệu của Victoria Eugenie của Battenberg khi là Vương hậu Tây Ban Nha

Phù hiệu cánh tay của Alexander xứ Battenberg, người trị vị Thân vương quốc Bulgaria (1879–1886)
Phù hiệu cánh tay của Louis, Hầu tước thứ nhất xứ Milford Haven và Thân vương Heinrich xứ Battenberg
Phù hiệu cánh tay của các Thân vương Alexander, Leopold và Maurice xứ Battenberg (trước 1917)
Phù hiệu của Victoria Eugenie của Battenberg (trước 1906)
Phù hiệu của Victoria Eugenie của Battenberg (1906) trước khi kết hôn với Alfonso XIII của Tây Ban Nha